# Adonisea limbalis
Adonisea limbalis är en fjärilsart som beskrevs av Augustus Radcliffe Grote 1875. Adonisea limbalis ingår i släktet Adonisea och familjen nattflyn. Inga underarter finns listade i Catalogue of Life.